# ジョージ・オグルヴィ (第4代バンフ卿)
第4代バンフ卿ジョージ・オグルヴィ（英語: George Ogilvy, 4th Lord Banff、1670年8月4日洗礼 – 1718年1月）は、スコットランド貴族。

## 生涯
第3代バンフ卿ジョージ・オグルヴィとジーン・キース（Jean Keith、1687年以降没、第7代マリシャル伯爵ウィリアム・キースの娘）の息子として生まれ、1670年8月4日にバンフで洗礼を受けた。
1712年1月11日、ヘレン・ローダー（Helen Lauder、1742年10月22日没、第2代準男爵ジョン・ローダーの娘）と結婚、4男をもうけた。
- ジョージ（1714年2月20日洗礼） - 夭折
- ジョージ（1715年11月28日洗礼） - 夭折
- ジョン・ジョージ（1717年 – 1738年） - 第5代バンフ卿
- アレクサンダー（1718年 – 1746年） - 第6代バンフ卿

1713年11月に父が死去すると、バンフ卿の爵位を継承した。
1718年1月に死去、息子ジョン・ジョージが爵位を継承した。